# Цицилина, Арина Александровна
Арина Александровна Цицилина (бел. Арына Аляксандраўна Цыцыліна, родилась 9 октября 1998 в Барнауле) — белорусская гимнастка (художественная гимнастика), двукратная чемпионка Европейских игр (2015 и 2019 годы), чемпионка Европы 2016 года. Мастер спорта Республики Беларусь международного класса.

## Биография
Уроженка Барнаула (там проживают родители и младшая сестра). Начала заниматься гимнастикой в возрасте 3 лет, тренируясь в спортивном центре «Эланс» и ДЮСШ «Жемчужина Алтая». В 2013 году на соревнованиях в Испании её заметила Марина Лобач и пригласила в Беларусь, где Арина и осталась жить, начав выступать за Беларусь. Помимо гимнастики, занимается плаванием.
В 2014 году стала трижды бронзовым призёром чемпионата мира в Измире (групповое многоборье, упражнение с 10 булавами и упражнение с 3 мячами и 2 лентами). В 2015 году выступила на I Европейских играх в Баку, став чемпионкой в упражнениях с 6 булавами и 2 обручами и бронзовым призёром в групповом многоборье.
Выступала в 2016 году на Олимпиаде в Рио-де-Жанейро в групповом многоборье, после квалификации с командой была на 3-м месте, но в итоге оказалась на 5-м месте (в команде с ней выступали Анна Дуденкова, Мария Кадобина, Мария Котяк и Валерия Пищелина). В том же году стала чемпионкой Европы в Холоне в упражнении с 5 лентами и серебряным призёром в групповом многоборье.
В 2019 году в составе белорусской команды завоевала три медали II Европейских игр в Минске: одну бронзовую в упражнении с 5 мячами и две золотые в групповом многоборье и в упражнении с 3 обручами и 4 булавами, став самой титулованной спортсменкой Беларуси на Европейских играх.
В 2021 году стала серебряным призёром чемпионата Европы в Варне (командное многоборье, групповые упражнения). Неоднократная медалистка и чемпионка этапов Кубка мира.